# Björn Gottlieb
Björn Gottlieb, född 7 juli 1896 i Kristbergs socken, Östergötland,  död 15 juli 1968 i Lidingö, var en svensk journalist, författare och hembygdsskildrare.
Gottlieb föddes på gården Hälla i Kristbergs socken. Föräldrar var lantbrukaren och mejeriinnehavaren Johan Gottlieb (född 1849 i Danmark, död 1913 i Stockholm) och Fredrika Elisabeth Bergstedt (1855–1948), dotter till Carl Fredrik Bergstedt.
Björn Gottlieb är mest känd för sina dikt- och prosaböcker om Östergötland, särskilt Borensberg (gammalt namn Husbyfjöl) och bygden däromkring. Som hembygdsskildrare har han även skrivit om olika platser i Stockholmstrakten, bland annat Lidingö. Gottliebs lokalhistoriska skildringar är av kulturhistoriskt intresse. En annan del av hans författarskap utgörs av presshistoria, bland annat om Aftonbladet under en 110-årsperiod. Gottlieb var från 1935 medarbetare i Aftonbladet.
Björn Gottlieb var under större delen av sitt liv bosatt på Lidingö. Björn Gottliebs väg i Borensberg är uppkallad efter honom. Han är begravd på Lidingö kyrkogård.

## Björn Gottliebs skrifter
Dikt- och prosaböcker om Östergötland: 
- Elva visor för en krona om Östergyllen (1948)
- Från det gamla Husbyfjöl och trakten däromkring: kulturhistoriska anteckningar (1944, andra omarbetade upplagan 1967)
- Ur Östgötakrönikan. Kulturhistoriska anteckningar (1949)
- Blåklintsmelodier: en hembygdsbok på vers från Östergötland (1961; 2007 publicerat i Blåklintsmelodier: ett urval ur en hembygdsbok på vers från Östergötland av Björn Gottlieb och andra visor; texter: Björn Gottlieb, Ragnar Ekström, Bo Axelsson; musik: Karl-Gösta Lundgren och Gustaf Bengtsson)

Skrifter om östgötar i förskingringen:
- Erixonvisan: Sjungen vid bordet på Östgöta gilles i Stockholm 150-årsdag på Skansen den 28 november 1953 (1953)
- Östergötar i förskingringen (1955)

Böcker om Stockholm och dess omgivningar:
- Från "Färjartorp" till "Gåshagagalten": En studie i Lidingöns äldre topografi (1947)
- Gångsätrabladet och det glada åttiotalet: en Lidingöidyll (1952)
- Djursholms brandkår 1904-1954: Några minnesblad (redaktör Björn Gottlieb; 1954)
- Långängen: Lidingö stads utflykts- och friluftsgård (1956)
- Värtan och Hjorthagen: ett stycke Stockholm som byter ansikte (tillsammans med Lennart af Petersens; 1965)

Böcker om press och presshistoria:
- Aftonbladet 110 år: 1830-1940: En återblick (1940)
- Dikter från pressen (1942)
- Krigsnyheterna från Finland 1808 i svensk press (1954)
- Magistrarne i Aftonbladet: Tidningsinteriörer från tiden för Krimkriget (1956)

Översättning till svenska:
- Henry Wadsworth Longfellow (1807-1882): Hiawathas giljarefärd: Ur "The song of Hiawatha".

Övrigt:
- "Till fjälls med tandemcykel", Svenska Turistföreningens årsskrift 1941, sid. 339-356